# João Filipe Osório de Meneses Pita

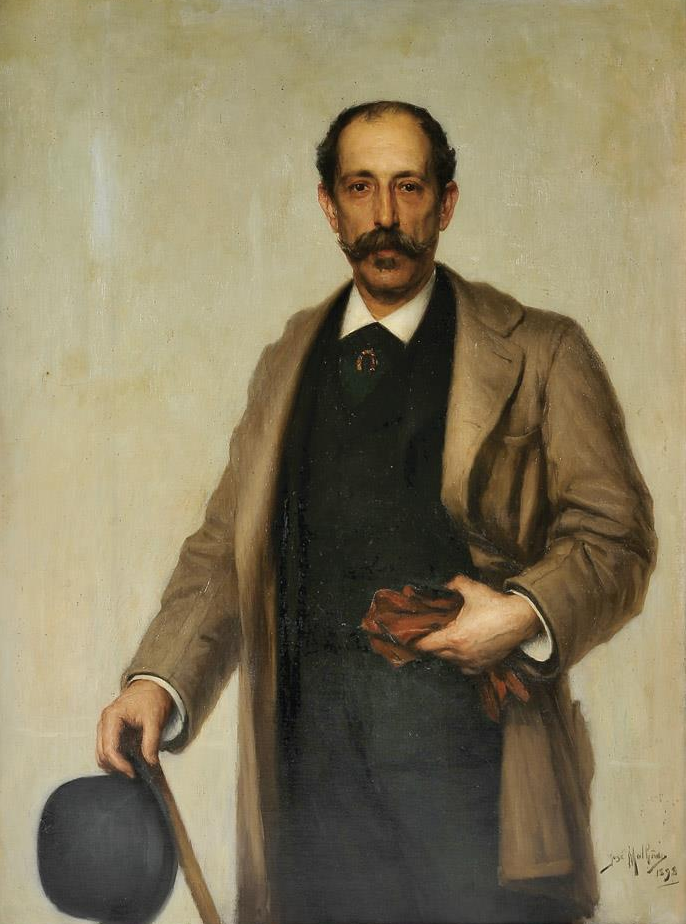
"Retrato do Conde de Proença-a-Velha" (1898), por José Malhoa.

João Filipe Osório de Meneses Pita, segundo visconde e primeiro conde de Proença-a-Velha, (10 de Agosto de 1856 - 16 de Novembro de 1925).
Formou-se Bacharel em Direito pela Universidade de Coimbra. Casou-se com Maria de Melo Furtado Caldeira Giraldes de Bourbon, tendo seis filhos:
- Maria Joana de Melo Osório de Menezes Pita (nascida a 20 de Julho de 1886);
- Luísa de Melo Osório de Menezes Pita (nascida a 20 de Julho de 1888), religiosa de São José de Cluny, em Nogueiró, Braga;
- Luís de Melo Osório de Menezes Pita, 2º Conde de Proença-a-Velha (nascido a 21 de Agosto de 1889);
- Emília de Melo Osório de Menezes Pita (nascida a 27 de Abril de 1892);
- João Filipe de Melo Osório de Menezes Pita, 4º Marquês da Graciosa (nascido a 2 de Julho de 1896);
- Francisco de Melo Osório de Menezes Pita, 3º Conde de Foz do Arouce (nascido a 2 de Dezembro de 1900).

Faleceu aos 69 anos em Lisboa.